# Nádudvar
Nádudvar es una ciudad húngara perteneciente al distrito de Hajdúszoboszló en el condado de Hajdú-Bihar, con una población en 2012 de 8768 habitantes.
Se conoce su existencia desde 1212, al ser mencionada en el Regestrum Varadinense. En 1461 obtuvo el estatus de localidad de mercado. Adquirió estatus urbano en 1989.
Se ubica unos 10 km al oeste de la capital distrital Hajdúszoboszló.